# Camponotus suffusus
Camponotus suffusus är en myrart som först beskrevs av Smith 1858.  Camponotus suffusus ingår i släktet hästmyror, och familjen myror.

## Underarter
Arten delas in i följande underarter:
- C. s. bendingensis
- C. s. suffusus

## Bildgalleri

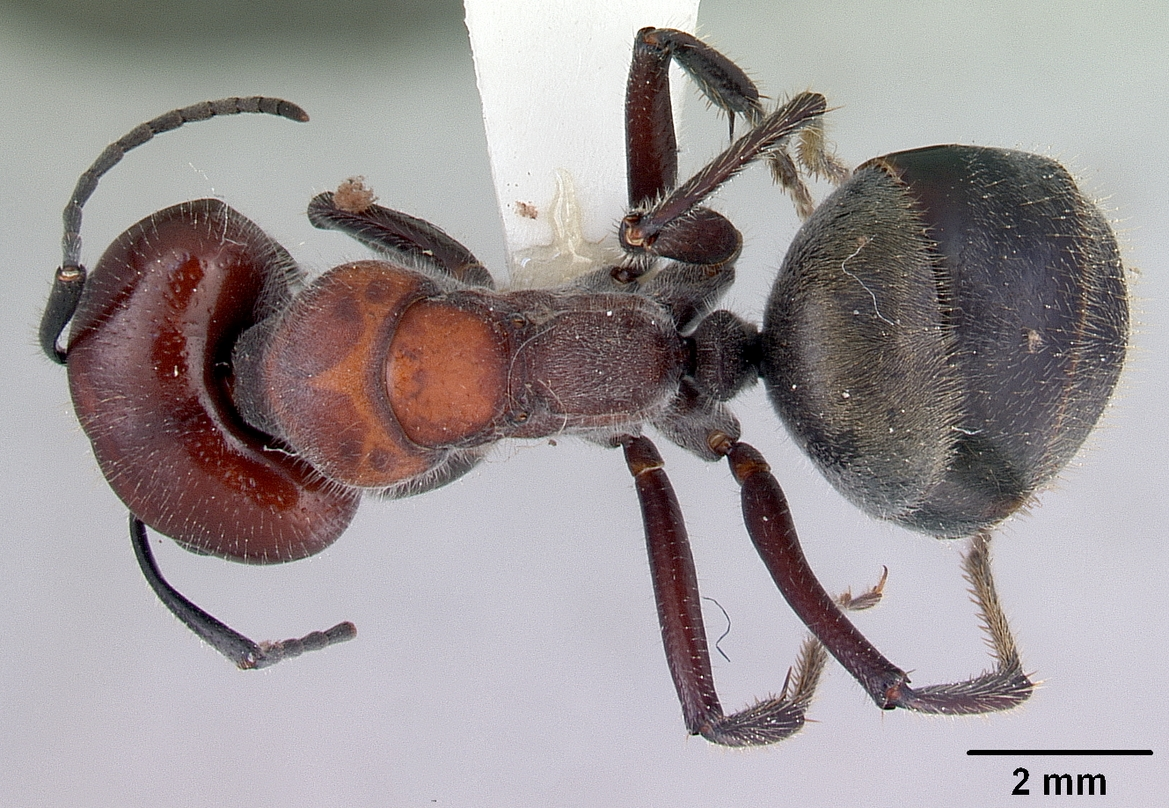
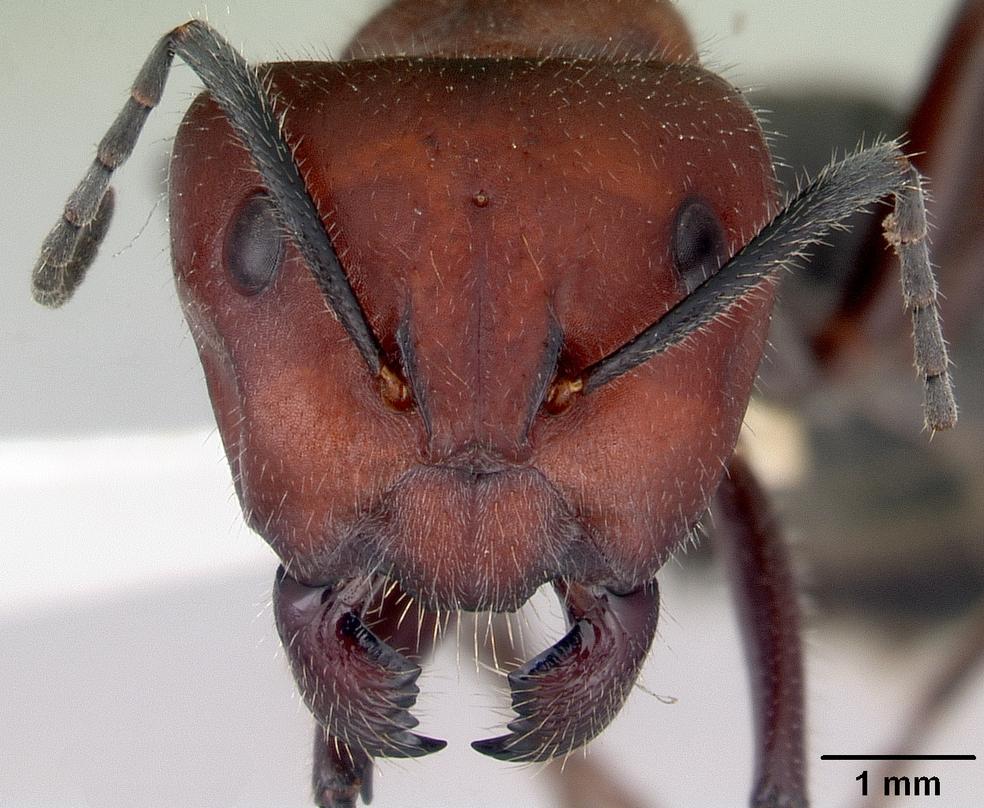
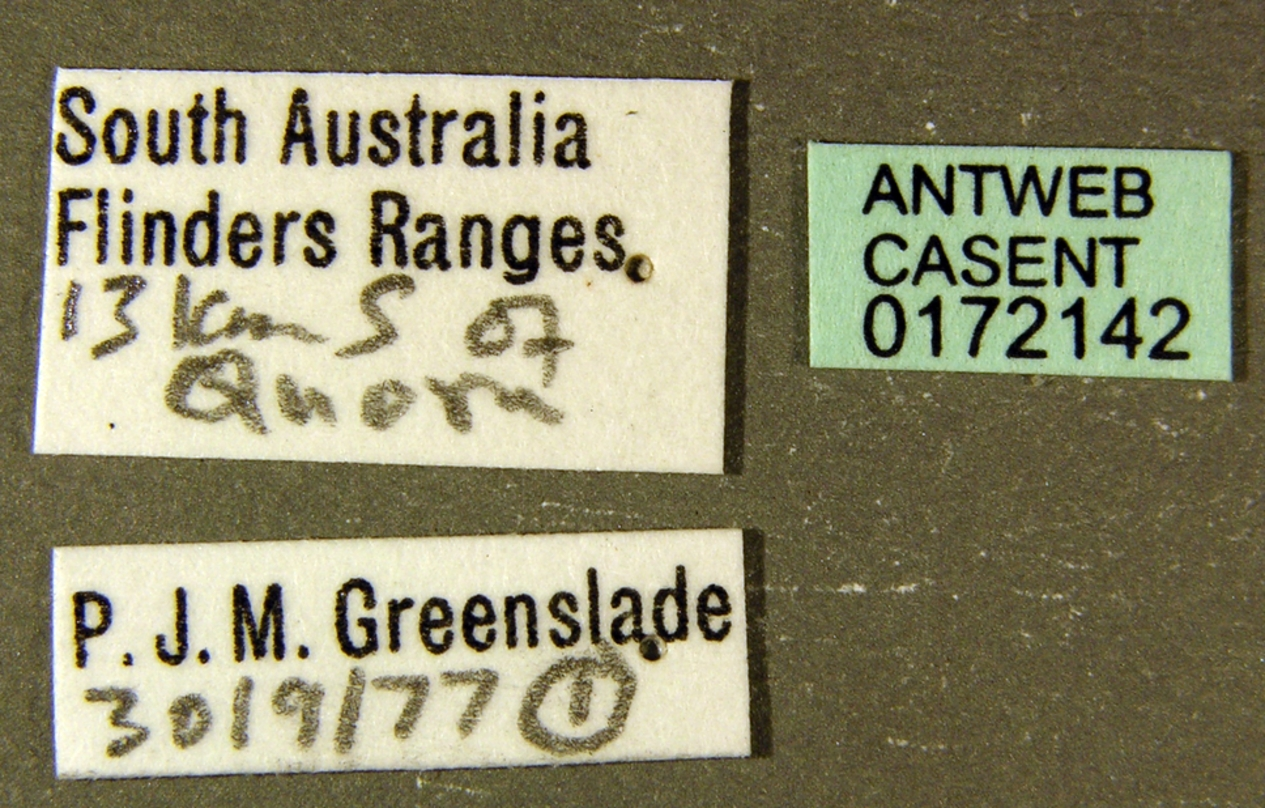
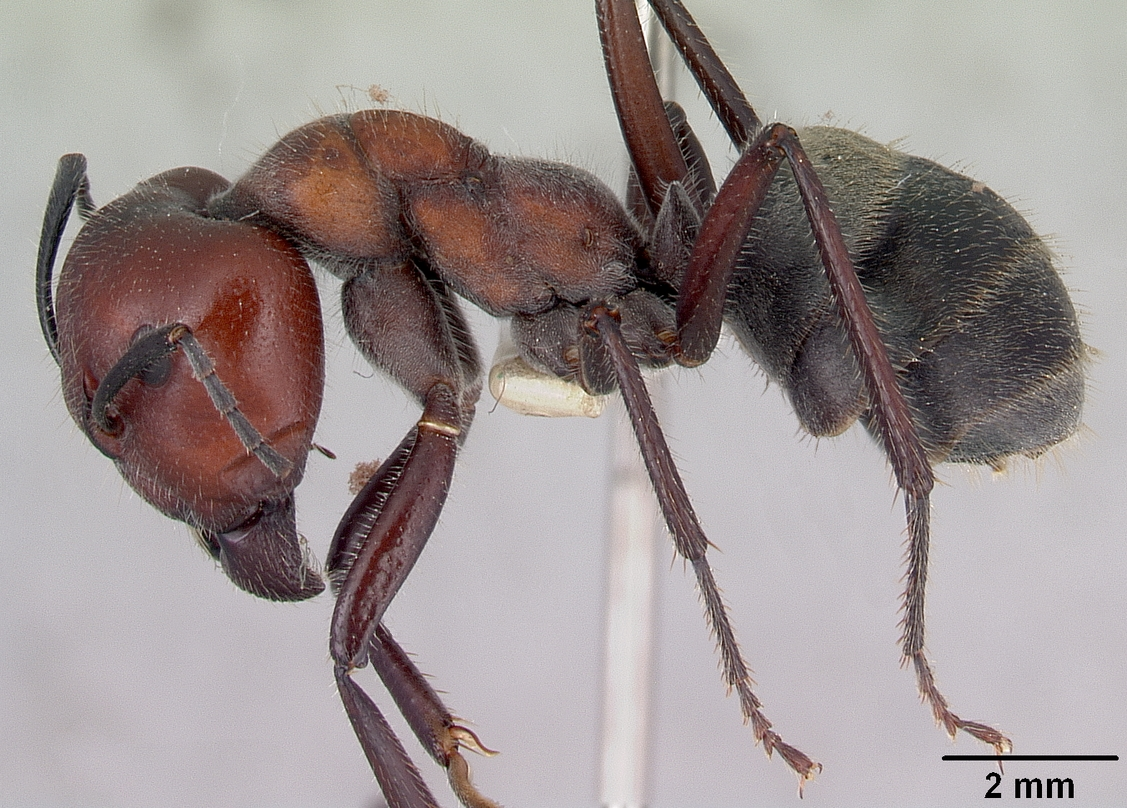
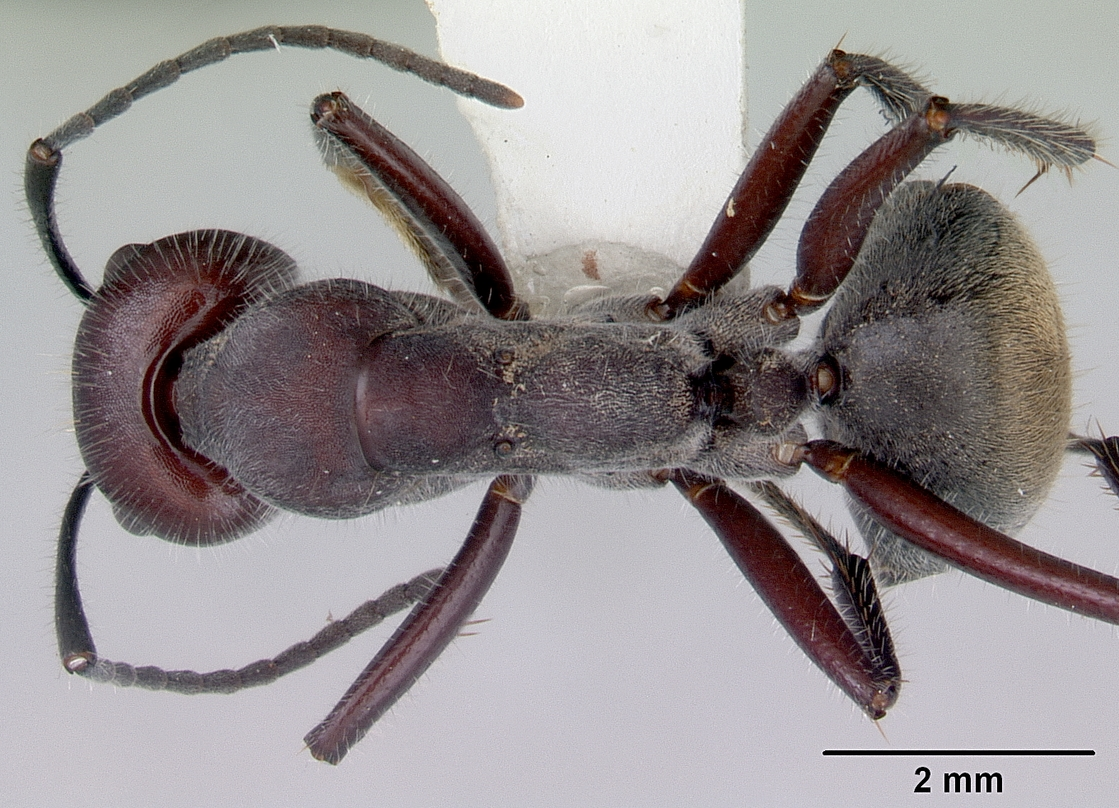
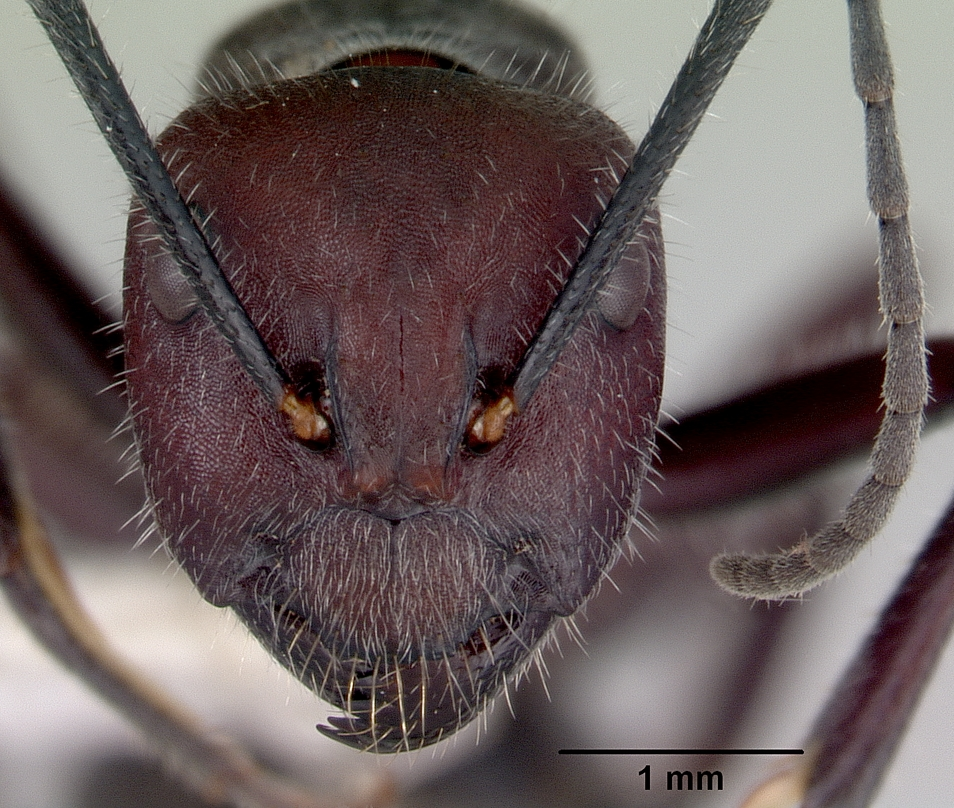